# استیو کروپر
استیو کروپر (به انگلیسی: Steve Cropper) (زاده ۲۱ اکتبر ۱۹۴۱)گیتاریست، ترانه‌سرا، تهیه‌کننده موسیقی آمریکایی است.
از دیگر فعالیت‌های او می‌توان به بازی در فیلم رضایت اشاره کرد.